# Ganowie

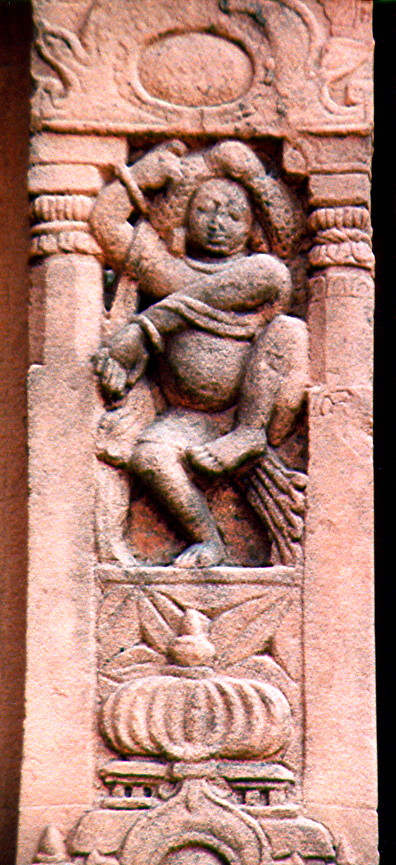
Tańczący Gana w świątyni w Deogarh

Ganowie (sanskryt: गण, trl. gaṇa, „grupa”, „plemię”, „oddział”, ang. gana) – w mitologii indyjskiej klasa istot o stosunkowo negatywnej waloryzacji. Są związani z Śiwą, opisywani są często jako stanowiący orszak tego boga.
Przywódcą ganów jest syn Śiwy i Parwati, Ganeśa, stąd bywa tytułowany jako Ganapati. Te oba jego najczęściej używane imiona znaczą dosłownie: „Pan ganów”.
Zwierzchnictwo nad ganami przypisuje się też postulowanemu synowi Śiwy, Andhace (inaczej Bhrynginowi).